# FC Suðuroy

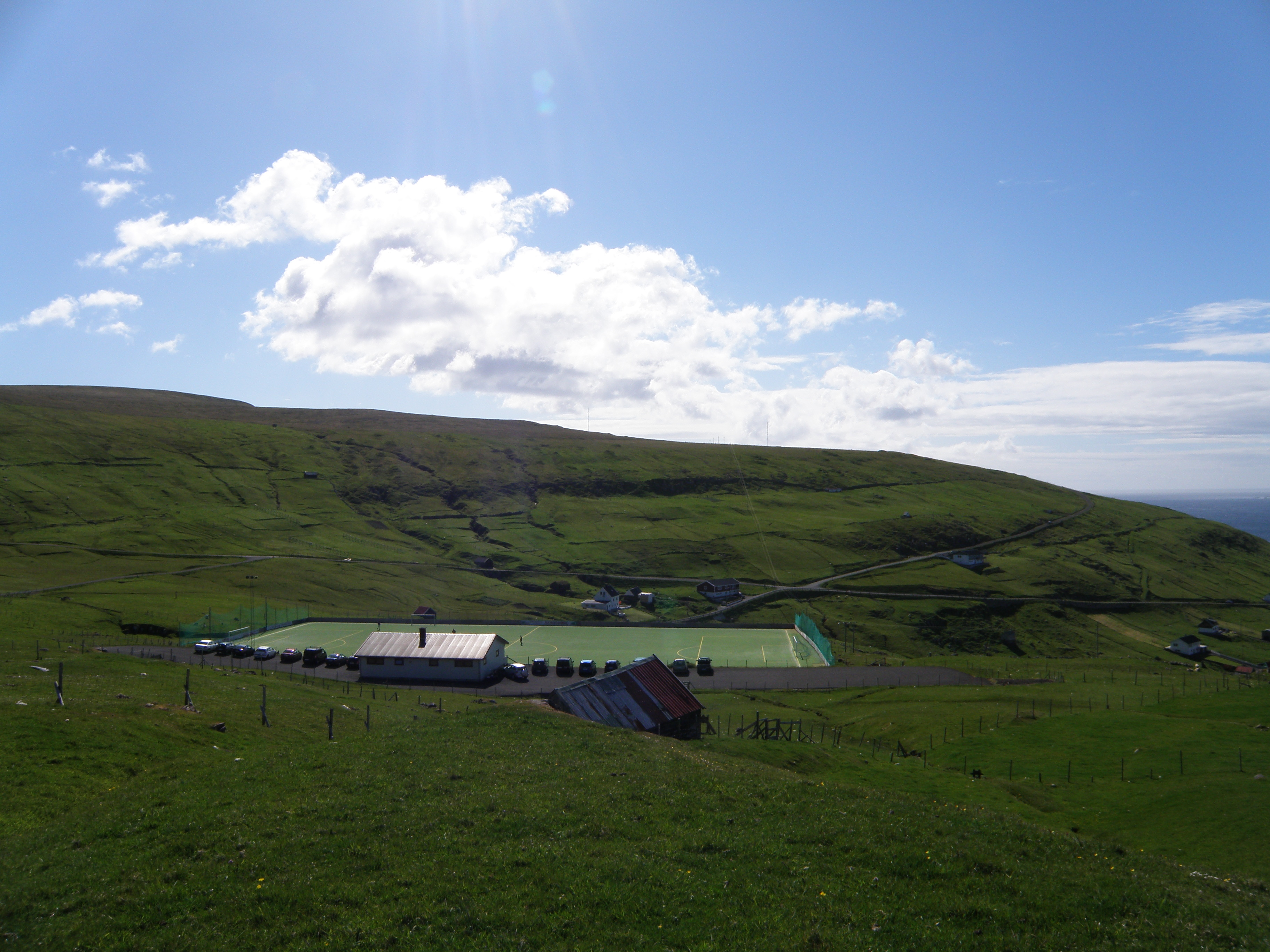
Az Á Krossi Stadion Sumbában

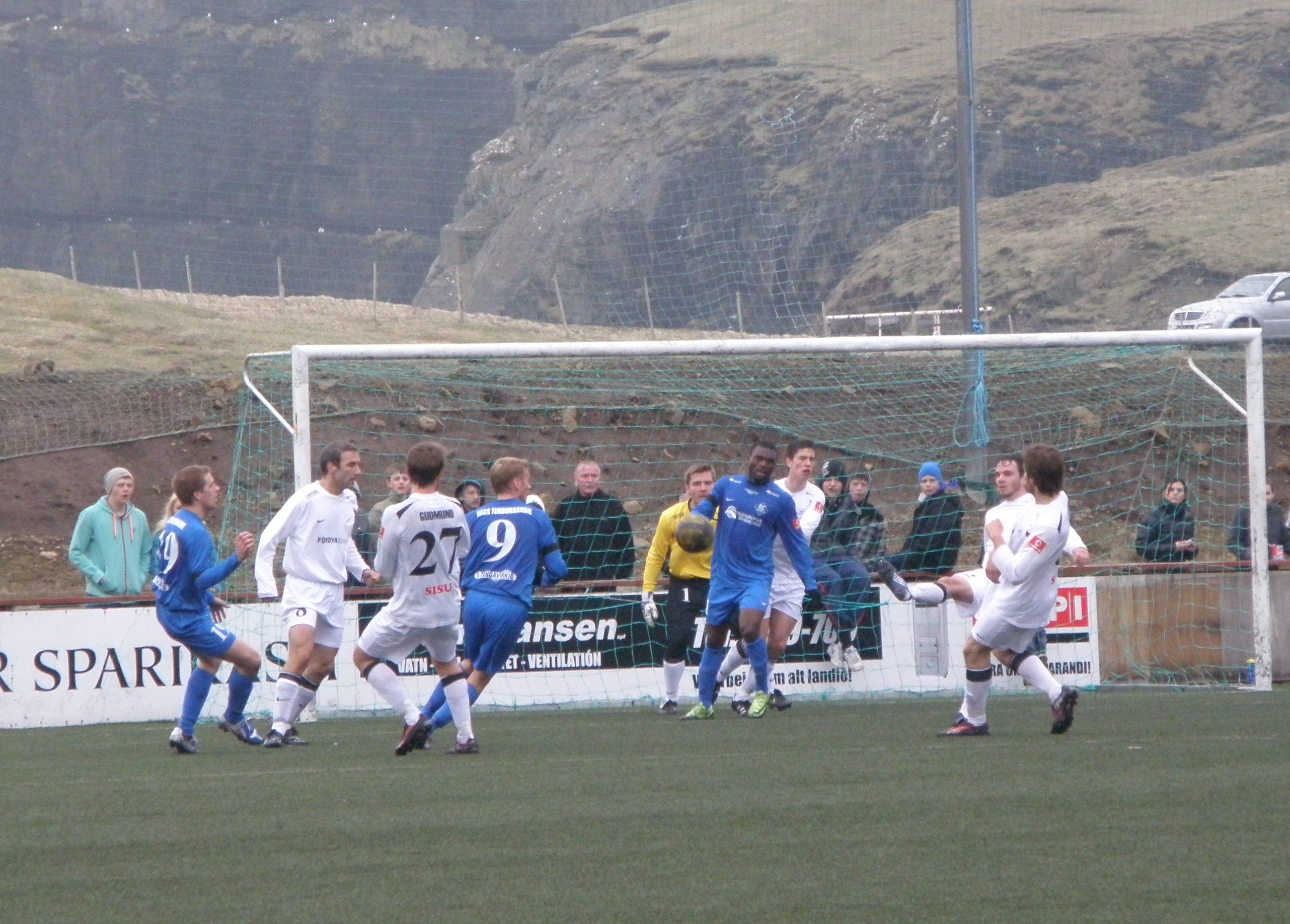
FC Suðuroy – EB/Streymur mérkőzés a 2010-es feröeri labdarúgókupában

Az FC Suðuroy egy feröeri labdarúgóklub. A Feröeri labdarúgó-bajnokság első osztályában játszik. Nevét a szigetcsoport legdélebbi tagjáról, Suðuroyról kapta. 2009-ig VB/Sumba néven szerepelt.

## Történelem
A klub a VB Vágur (Vágs Bóltfelag) és az SÍ Sumba egyesülésével jött létre 2005-ben, és a VB/Sumba nevet kapta.  A két alapító klub 1994-ben már egyszer egyesült, de még abban az évben szétváltak. 2007 végén a Royn Hvalba is csatlakozott az egyesülethez, a 2009-es bajnokságban azonban már külön indult.
2010. január 1-től a csapat nevét FC Suðuroyra változtatták. A névváltoztatásban szerepet játszott, hogy a klub vezetése régebb óta arra törekszik, hogy a sziget összes klubját egyesítse, de erre főként a TB Tvøroyri ellenállása miatt nem került sor. Arra számítanak, hogy a névváltoztatás csökkenti az ellenállást, mivel így már nem utal az ősi rivális VB Vágurra.

## Keret
| #  |        | Poszt | Név                  |
| -- | ------ | ----- | -------------------- |
| 21 | Feröer | K     | Rani Johannessen     |
| 5  | Feröer | V     | Birni Kærbeck        |
| 4  | Feröer | V     | Jákup Eli Olsen      |
| 3  | Feröer | V     | Jón Samuelsen        |
| 13 | Feröer | V     | Suni úr Hørg         |
|    | Feröer | V     | Pól Thorsteinsson    |
| 11 | Feröer | KP    | Palli Augustinussen  |
| 2  | Feröer | KP    | Jónar B. Dahl        |
| 7  | Feröer | KP    | Dánjal Jóhan Joensen |
|    | Feröer | KP    | Eyðfinn Ludvig       |

| #  |        | Poszt | Név              |
| -- | ------ | ----- | ---------------- |
| 9  | Feröer | KP    | Jón Pauli Olsen  |
| 10 | Feröer | KP    | John Poulsen     |
| 8  | Feröer | KP    | Martin Tausen    |
|    | Feröer | KP    | Henning Joensen  |
| 17 | Feröer | CS    | Heini Bech       |
| 14 | Feröer | CS    | Dan Djurhuus     |
| 19 | Feröer | CS    | Birgir Jørgensen |
| 12 | Feröer | CS    | Kenneth Kjærbo   |
| 18 | Feröer | CS    | Arthur Tausen    |

### Korábbi játékosok
- Tomislav Sivić (1996)
- Velibor Kopunović (1996)

### Korábbi edzők
- 2011 –  Pól F. Joensen[1]
- – 2010  Jón Pauli Olsen[1]
- 1996  Tomislav Sivić[4]

## Eredmények
- Feröeri bajnok (1):

2000 (VB Vágur)
- Feröeri kupagyőztes (1):

1974 (VB Vágur)